# Katrin Siska
Katrin Siska (ur. 10 grudnia 1983 w Tallinnie) – estońska muzyk, keyboardzistka zespołu Vanilla Ninja. Starsza siostra Triin-Ketlin Siskiej, modelki.